# Рыбаки (Дятловский район)
Рыбаки́ (бел. Рыбакі) — деревня в Даниловичском сельсовете Дятловского района Гродненской области Республики Беларусь. По переписи населения 2009 года в Рыбаках проживал 1 человек.

## Этимология
Название деревни образовано от рода занятий жителей либо от фамилий.

## История
В 1878 году Рыбаки — деревня в Дятловской волости Слонимского уезда Гродненской губернии (20 дворов, магазин, водяная мельница).
Согласно переписи населения 1897 года в Рыбаках был 21 дом, 136 жителей. В 1905 году — 163 жителя.
В 1921—1939 годах Рыбаки находились в составе межвоенной Польской Республики. В сентябре 1939 года Рыбаки вошли в состав БССР.
В 1996 году Рыбаки входили в состав Торкачёвского сельсовета и колхоза «Беларусь». В деревне насчитывалось 2 хозяйства, проживали 2 человека.
13 июля 2007 года вместе с другими населёнными пунктами упразднённого Торкачёвского сельсовета Рыбаки были переданы в Даниловичский сельсовет.